# 斯氏鼢鼠
斯氏鼢鼠（学名：Eospalax smithi）为鼴形鼠科凸颅鼢鼠属的动物，是中国的特有物种。分布于甘肃（临潭及其附近）、宁夏等地，一般栖息于黄土高原、草原、耕地。该物种的模式产地在甘肃临潭东南。